# Le Mesnil-Conteville
Le Mesnil-Conteville è un comune francese di 110 abitanti situato nel dipartimento dell'Oise della regione dell'Alta Francia.

## Società

### Evoluzione demografica
Abitanti censiti